# Colostygia correlata
Colostygia correlata là một loài bướm đêm trong họ Geometridae.